# Amphipteryx
Amphipteryx – rodzaj ważek z monotypowej rodziny Amphipterygidae.
Obecnie należą tutaj następujące gatunki:
- Amphipteryx agrioides Selys, 1853
- Amphipteryx chiapensis González-Soriano, 2010
- Amphipteryx jaroli Jocque & Argueta, 2014
- Amphipteryx meridionalis González-Soriano, 2010
- Amphipteryx nataliae González-Soriano, 2010